# アップクォーク
アップクォーク (up quark, 記号:u) は、物質を構成する主要な素粒子の一つで、第一世代のクォークである。

## 概要
アップクォークは、+2/3e の電荷を持つ最も軽いクォークであり、裸の質量は 1.5 - 4 MeVである。素粒子物理学の標準模型では、陽子はアップクォーク2個とダウンクォーク1個、中性子はアップクォーク1個とダウンクォーク2個で構成されていて、アップクォークはダウンクォークとともに核子を作るクォークとなっている。
クォークは、マレー・ゲルマンとジョージ・ツワイクが1964年にクォークモデルを提唱したことで存在が予言された。1968年には、 SLAC の深非弾性散乱実験で、核子がより小さい物体から構成されていることを示す初めての証拠がみつかった。
β⁺崩壊でダウンクォークへ崩壊する。

## アップクォークから作られるハドロン
- 正パイ中間子 ({\displaystyle \pi ^{+}}) はアップクォークと反ダウンクォークからなるメソン。負パイ中間子 ({\displaystyle \pi ^{-}}) は反アップクォークとダウンクォークからなるメソン。正および負ロー中間子 ({\displaystyle \rho ^{\pm }}) も同じ。
- 中性パイ中間子 ({\displaystyle \pi ^{0}}) はアップクォーク - 反アップクォークとダウンクォーク - 反ダウンクォークが線形結合したメソン。中性ロー中間子 ({\displaystyle \rho ^{0}}) やオメガ中間子 ({\displaystyle \omega }) も同じ。
- イータ中間子 ({\displaystyle \eta }) 及びイータプライム中間子 ({\displaystyle \eta ^{\prime }}) はアップ - 反アップ、ダウン - 反ダウン、ストレンジ - 反ストレンジの線形結合から構成される。
- これまでに発見されたバリオンの多くはアップクォークを1個以上含んでいる。特にデルタ粒子 ({\displaystyle \Delta }) は、アップクォークとダウンクォークだけで構成される、核子と似た複合粒子である。